# Metcalfe Hall

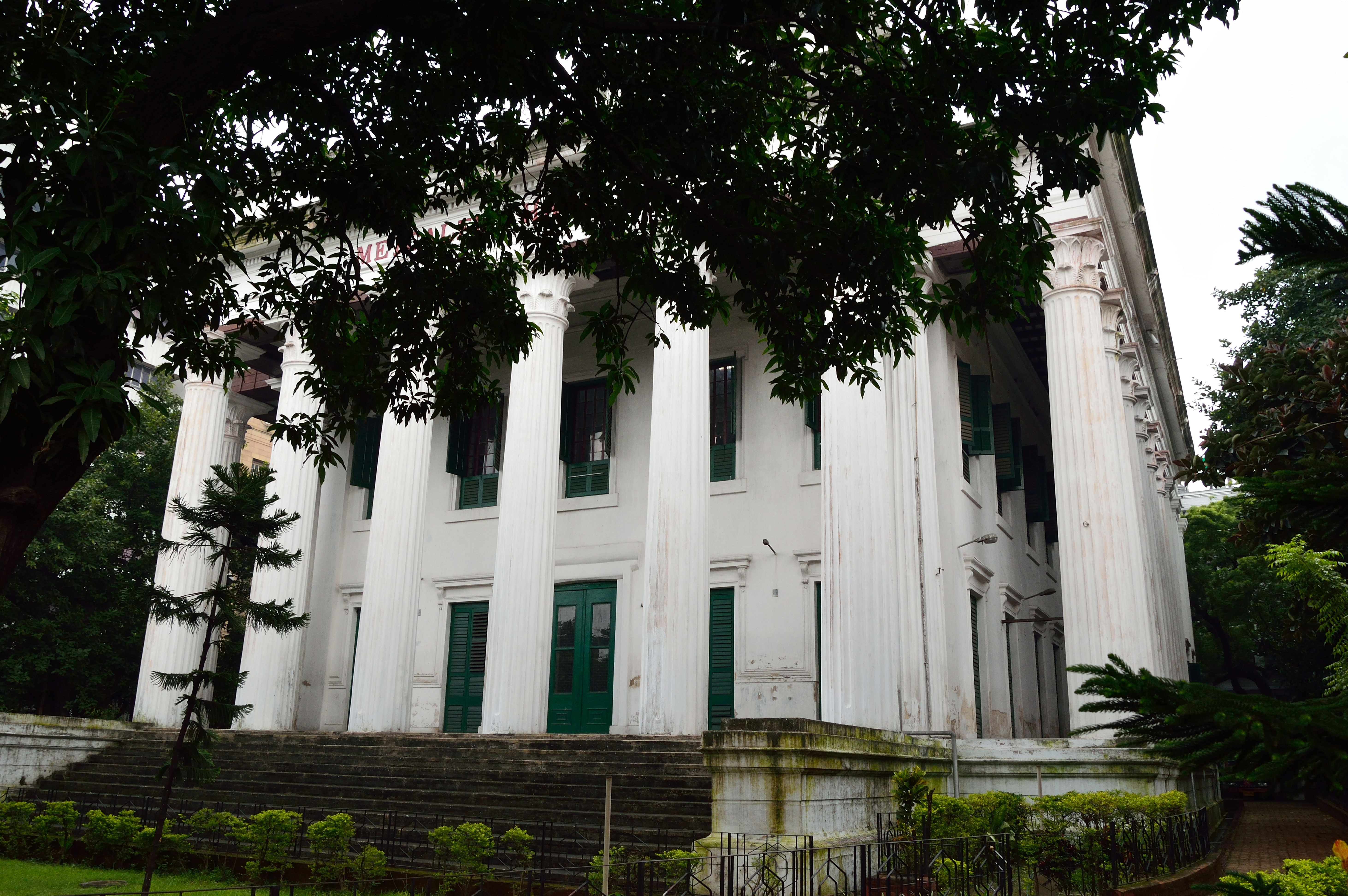
Le 'Metcalfe Hall', sur le 'Strand', à Calcutta

Metcalfe Hall est un bâtiment historique de la ville de Calcutta (Inde). Édifié en 1844, dans le style grec ancien, il est classé au patrimoine national de l'Inde et est entretenu par l’Archeological Survey of India' qui y a ouvert, au premier étage, un petit ‘Musée de la brique ancienne’.

## Historique
Situé dans l’ancien quartier des affaires, au coin de 'Strand road' et 'Hare street', le bâtiment fut construit de 1840 à 1844 dans le style de l’architecture grecque antique, comme c’était la mode dans l’Angleterre impériale, suivant le modèle établi par le magistrat de la ville, C.K. Robinson.  

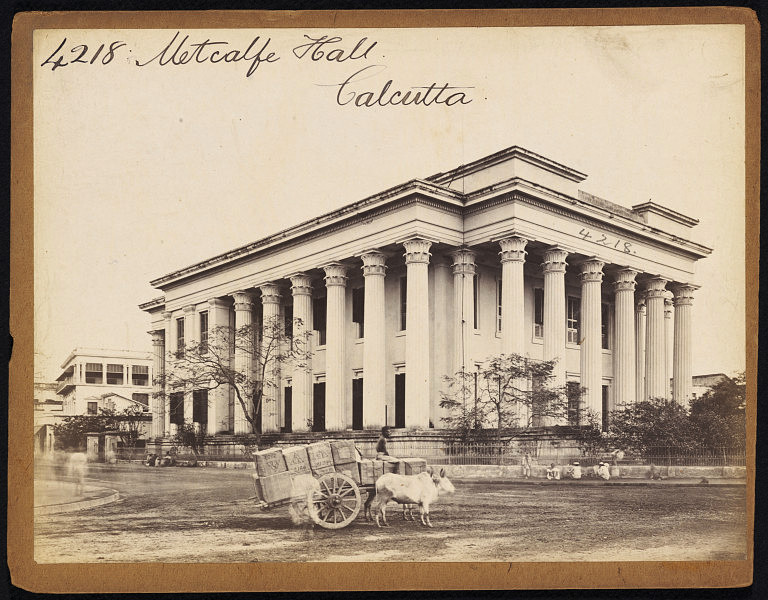
Metcalfe Hall vers 1870 (photo de Francis Frith)

Le bâtiment fut nommé ‘Metcalfe Hall’ en reconnaissance de ce que Lord Charles T. Metcalfe, gouverneur général des Indes, fit pour encourager la presse libre et les publications. La première collection publique de livres qui était installée au Fort William - les 4675 livres rassemblés par Metcalfe – y est transférée.  Cela devient la ‘Calcutta public library’ qui s’enrichit progressivement de dons fait par des particuliers. Dwarkanath Tagore, grand-père du poète Rabindranath Tagore, en est le premier curateur. C’est l’embryon de ce qui deviendra la Bibliothèque - d’abord impériale puis nationale - de l’Inde, aujourd’hui installée au palais du Belvédère (Belvedere Estate), à Alipore (Calcutta). 

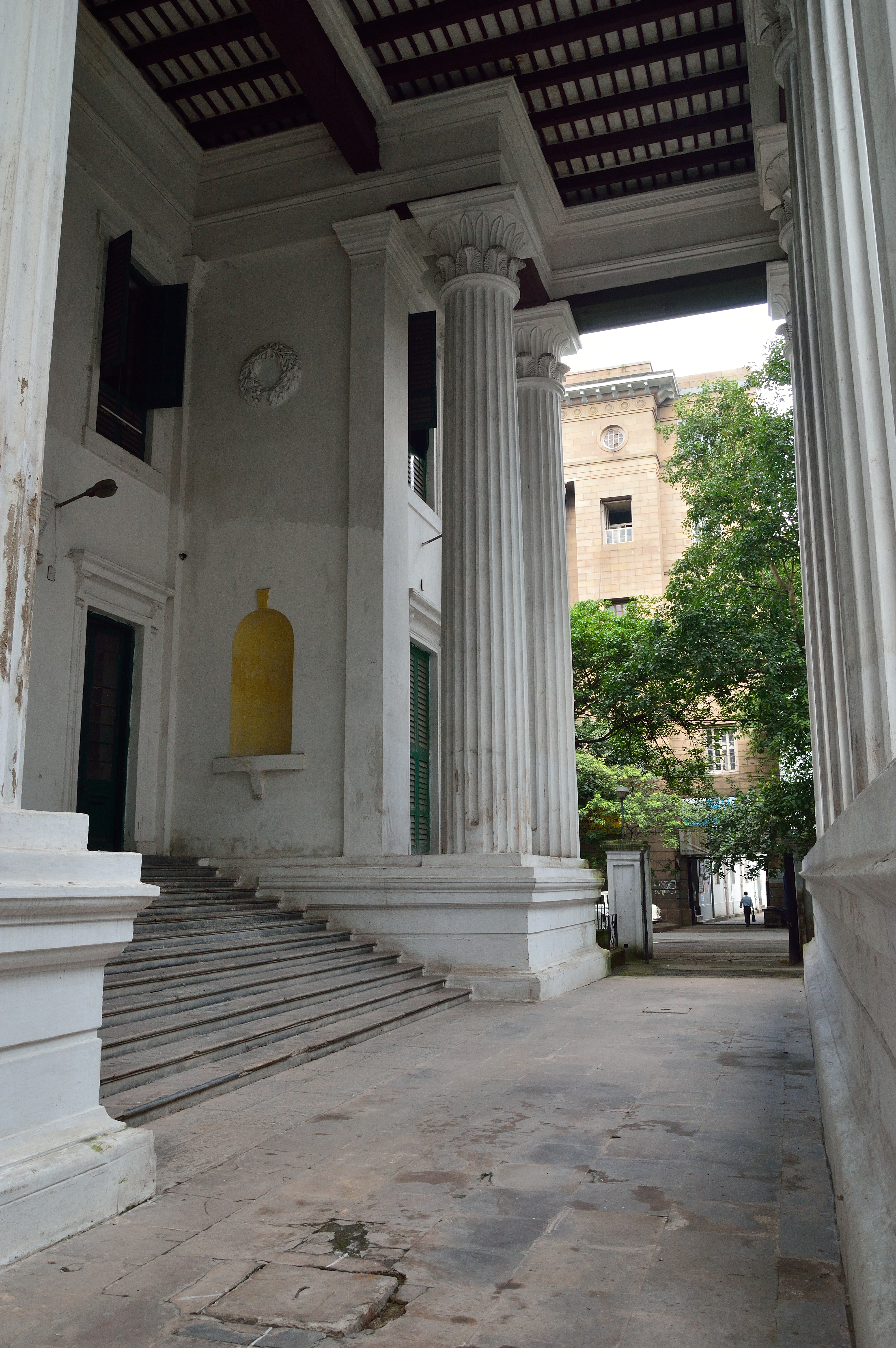
Portique et entrée monumentale.

## Description
Le bâtiment faisant face au fleuve Hooghly, sur sa rive gauche, était bien visible de tout voyageur arrivant à Calcutta. Avec les autres bâtiments  alignés sur le 'Strand' il avait pour objet de donner au voyageur une image de grandeur et prestige de l’Empire des Indes.
L'ensemble architectural est nettement inspiré de la Grèce antique. Un socle surélevé et ses trente énormes colonnes corinthiennes, chacune aussi haute que le bâtiment, soutiennent un entablement massif. La colonnade fait le tour du bâtiment rectangulaire. Si l’ensemble est massif il n’en est pas lourd pour autant. L'entrée principale, du côté fleuve, précédée d’une large volée d’escaliers est aujourd’hui fermée. L’accès au bâtiment se fait par le portique de la ‘Hare Street’.   
L’intérieur est divisé en deux étages, comprenant cinq salles chacun. Le rez-de-chaussée accueille les revues étrangères rares et la section des manuscrits de la Société asiatique de Calcutta, tandis que le premier étage abrite des bureaux, le 'Musée de la brique ancienne', des salles d'exposition et un comptoir de vente de l'Archaeological Survey of India'.